# Sebastián Piñuela Alonso
Sebastián Piñuela Alonso (Cantalpino, Salamanca, 20 de marzo de 1737-Madrid, 1812) fue un político español.

## Biografía
Ilustrado salmantino. Nombrado el 5 de abril de 1808 por el Rey Fernando VII (que partiría de Madrid el 10 del mismo mes para encontrarse con Napoleón) Secretario de Gracia y Justicia, cargo que desempeñó hasta el 15 de octubre del mismo año, en que fue cesado por la Junta Central.